# 合鰓鰻
合鰓鰻（学名：Synaphobranchus affinis），又稱長鰭合鰓鰻，為輻鰭魚綱鰻鱺目通鰓鰻科的其中一個種。

## 分布
本魚分布於全球各大洋之溫帶、亞熱帶及熱帶海域。

## 深度
水深290至2334公尺。

## 特徵
本魚體被細鱗。胸鰭發育完善。鰓裂在腹面相連。上頜較下頜長。前上頜骨齒約4枚。上頜骨齒3列，最內側一列較大；下頜骨齒2列；鋤骨齒1列。無複合齒。背鰭起點在肛門之前或後。脊椎骨數125至140。體長為體高的15.9倍；尾長為頭與軀幹之2.3倍；頭長為吻長之3.4倍；吻長為眼徑之2.5倍。體有橢圓形之鱗片，鱗片相互垂直排列。肛門在體之前半部。口裂大向後延伸至眼之後緣稍後。前鼻孔成管狀；後鼻孔為一大開口，位於眼前。尾部側扁。背鰭、臀鰭相連。體長可達160公分。

## 生態
屬於底棲魚類，在300至1500公尺以上深之海域的優勢魚種，生活在有洋流之海底，以小型魚類、甲殼類及軟體動物為食。

## 經濟利用
不具任何經濟價值。